# Дев'ятова Тетяна Миколаївна
`
Тетяна Миколаївна Дев'ятова (Костіцина; народилася 19 вересня 1948 р.) — колишня українська плавчиня. Вона змагалася на Літніх Олімпійських іграх 1964 і 1968 рр. в індивідуальних запливах батерфляєм та 4 × 100 м. В фіналі вона закінчила на третьому і четвертому місцях відповідно в естафеті, тоді як індивідуально вона не досягла фіналу. Отримала срібну медаль в 4 × 100 м естафеті на чемпіонаті Європи з водних видів спорту 1966 р. і зайняла четверте місце в 100 м батерфляєм.
Після вступу в шлюб вона змінила прізвище на Костіцина.